# Тимочка буна (филм)
Тимочка буна је југословенски филм из 1983. године, засниван на историјским догађајима познатим под називом Тимочка буна. Режију и сценарио потписује Жика Митровић. Филм прати судбину двоје браће: Лазара, којег глуми Љубиша Самарџић, и Сибина, којег глуми Велимир Бата Живојиновић у доба велике буне против краља Милана Обреновића, која је средином октобра 1883. године на устанак дигла преко 20.000 људи.

## Синопсис
Уча, учитељ у малом месту у Тимочкој крајини се заљубио у младу Аустријанку. Поред љубави, везује их и бунтовнички дух против неправде и тираније. С друге стране, Учин брат Сибин, краљев официр, остаје веран краљу и традицији, сматра да ће Лазарево прикључење у устанак, укаљати част породице.

## Улоге
| Глумац                   | Улога                           |
| ------------------------ | ------------------------------- |
| Љубиша Самарџић          | Лазар „Уча“                     |
| Велимир Бата Живојиновић | Капетан Сибин                   |
| Драгомир Бојанић Гидра   | Посланик Љуба Дидић             |
| Данило Лазовић           | Краљ Милан Обреновић            |
| Весна Чипчић             | Краљица Наталија Обреновић      |
| Мирко Бабић              | Милисав „Гоља“                  |
| Душан Јанићијевић        | Председник владе Никола Христић |
| Ирфан Менсур             | Никола Пашић                    |
| Фарук Беголи             | Потпуковник Блаж Јурковић       |
| Драган Оцокољић          | Маринко Ивковић                 |
| Богољуб Петровић         | Поручник                        |
| Миодраг Поповић          |                                 |
| Љиљана Седлар            |                                 |
| Стеван Шалајић           |                                 |
| Миња Војводић            | Петко                           |
| Јелена Жигон             | Сибинова жена                   |
| Мирко Петковић           |                                 |
| Слободан Колаковић       |                                 |
| Милутин Мићовић          |                                 |
| Љубо Шкиљевић            |                                 |